# 호혜이타주의
진화 생물학에서 호혜이타주의(reciprocal altruism)는 다른 유기체가 나중에 비슷한 방식으로 작용할 것으로 기대하면서 유기체가 다른 유기체의 이익을 증가시키면서 일시적으로 비용을 지불하는 방식으로 행동하는 전략이다. 이 개념은 로버터 트리버스(Robert Trivers)가 처음에 호혜(상호) 이타적 행동의 사례로서 협력 및 협동의 진화를 설명하기 위해 개발했다. 이 개념은 게임 이론에 사용된 팃포탯(tit for tat) 전략이 가장 효율적으로 진화될수있는 전략으로 다루어진다.

## 진화심리학
친족 선택(kin selection)과 사회교환이론(social exchange theory) 그리고 상호이타주의는 진화심리학을 포함한 심리학과 동물행동학등에서 주로 다루는 친사회적 행동(prosocial behavior)에 관한 주요 주제 이론들이다.

## 같이 보기
- 붉은여왕가설
- 호혜성 규범
- 이타주의
- 공감-이타주의 가설

## 참고 문헌
- The Evolution of Cooperation Robert Axelrod and William D. Hamilton ,Science, New Series, Vol. 211, No. 4489. (Mar. 27, 1981), pp. 1390-1396. Stable - http://links.jstor.org/sici?sici=0036-8075%2819810327%293%3A211%3A4489%3C1390%3ATEOC%3E2.0.CO%3B2-6) http://www-personal.umich.edu/~axe/research/Axelrod%20and%20Hamilton%20EC%201981.pdf